# Linda Harrisonová
Linda Melson Harrisonová (* 26. července 1945, Berlin, Maryland) je americká herečka a modelka.
V dětství se věnovala tanci a herectví, v roce 1964 vyhrála v rodném městě soutěž Miss Berlin. O rok později uzavřela smlouvu se společností 20th Century Fox, hrála v televizních seriálech Batman, Felony Squad a Bracken's World. Objevila se v celovečerní komedii Průvodce ženatého muže (1967), její životní rolí ale byla němá dívka Nova ve vědeckofantastickém filmu Planeta opic (1968) a jeho pokračování Do nitra Planety opic (1970). Menší roli si zahrála také v remaku Planety opic, který natočil v roce 2001 Tim Burton.
V letech 1969 až 1978 byla provdána za filmového producenta Richarda D. Zanucka. Jejich syn Dean Zanuck je také producentem. Vystupovala také pod pseudonymem Augusta Summerland.